# Juncus fauriensis
Juncus fauriensis är en tågväxtart som beskrevs av Franz Georg Philipp Buchenau. Juncus fauriensis ingår i släktet tåg, och familjen tågväxter. Inga underarter finns listade i Catalogue of Life.